# Uroczysko Łopień
Uroczysko Łopień – specjalny obszar ochrony siedlisk na Łopieniu w Beskidzie Wyspowym. Kod obszaru: PLH120078, powierzchnia 44,52 ha. Obszar obejmuje powierzchnię 843,69 ha. Znajduje się na obszarze gminy Dobra. Składa się z dwóch oddzielonych od siebie części; jedna znajduje się na północno-zachodnich stokach i obejmuje osuwisko Czartorysko z grupą skałek i kilkoma jaskiniami (Czarci Dół, Złotopieńska Dziura, Wietrzna Dziura), druga po północno-wschodniej stronie polany Myconiówka i obejmuje kilka siedlisk przyrodniczych wraz z jaskiniami. W tej drugiej części ochronie podlegają:
- torfowisko wysokie („Bagna Łopieńskie”) z charakterystycznymi gatunkami roślin,
- Jaskinia Zbójecka w Łopieniu i inne, mniejsze jaskinie,
- żyzne buczyny (żyzna buczyna karpacka i Galio odorati-Fagenion),
- bory i lasy bagienne (Vaccinio uliginosi-Betuletum pubescentis, Vaccinio uliginosi-Pinetum, Pino mugo-Sphagnetum, Sphagno girgensohnii-Piceetum i brzozowo-sosnowe bagienne lasy borealne)[4].

Obszar zbudowany jest z piaskowców magurskich. W jaskiniach zarówno zimą, jak i w lecie znajdują schronienie nietoperze podkowiec mały, nocek Bechsteina, nocek orzęsiony. Dla nocka orzęsionego Jaskinia Zbójecka w Łopieniu to jedno z nielicznych w całych Karpatach miejsc hibernacji, bardzo ważne jest też dla podkowca małego, gdyż hibernuje tutaj niemal cała populacja tego gatunku z Beskidu Wyspowego (około 500 osobników). W niektórych miejscach na dnie jaskini znajdują się pokłady guana dochodzące do 10 cm grubości. Ze względu na ogromne znaczenie dla zachowania populacji nietoperzy jaskinia ta podlega ochronie prawnej (pomnik przyrody) i jest niedostępna do zwiedzania.
W obrębie Uroczyska Łopień występują ważne dla Europy gatunki zwierząt (tzw. gatunki priorytetowe). Z ptaków są to: dzięcioł czarny, dzięcioł zielonosiwy, z nietoperzy nocek Bechsteina, nocek duży, nocek łydkowłosy, nocek orzęsiony, podkowiec mały, z płazów kumak górski i traszka karpacka.